# كلخوران ويند
كلخوران ويند هي قرية في مقاطعة سرعين، إيران. يقدر عدد سكانها بـ 467 نسمة بحسب إحصاء 2016.